# Landgericht Beerfelden
Das Landgericht Beerfelden war von 1822 bis 1879 ein Gericht der ordentlichen Gerichtsbarkeit mit Sitz in Beerfelden im heutigen Odenwaldkreis.

## Geschichte

### Vorgeschichte
Beerfelden war im Alten Reich Sitz des Amtes Freienstein und des dortigen Zentgerichtes. Zuletzt gehörte es zur Grafschaft Erbach-Fürstenau. Ursprünglicher Kern des Amtes war die Burg Freienstein.
Mit der Rheinbundakte wurden die Grafen von Erbach zugunsten des Großherzogtums Hessen mediatisiert. Ihnen blieben jedoch ihre überkommenen Rechte und Verpflichtungen in Bezug auf die Rechtsprechung weiter erhalten. Diese Rechte wurden im „standesherrlichen Amt Freienstein“ wahrgenommen. Solche Ämter waren eine Ebene zwischen den Gemeinden und der Landesherrschaft. Die Funktionen von Verwaltung und Rechtsprechung waren hier nicht getrennt.

### Landgericht

#### Gründung
Ab 1821 trennte das Großherzogtum Hessen auch auf der unteren Ebene die Rechtsprechung von der Verwaltung.
In einem ersten Schritt geschah das zunächst in den Bereichen des Staates, in dem er die Hoheitsrechte in vollem Umfang ausübte (Dominiallande). Die bisher von den Ämtern wahrgenommenen Aufgaben wurden in Landratsbezirken (zuständig für die Verwaltung) und Landgerichtsbezirken (zuständig für die Rechtsprechung) neu organisiert. 1822 wurde das auch in den standesherrlich dominierten Bereichen („Souveränitätslande“) des Großherzogtums durchgeführt. In einem Teilbereich des überwiegend von den Grafen von Erbach dominierten Gebietes wurde das Landgericht Beerfelden eingerichtet. Bei Gründung trug es die Bezeichnung: Großherzoglich Hessisches Gräflich Erbach Erbachisches und Erbach Fürstenauisches Landgericht Beerfelden.

#### Weitere Entwicklung
Unter dem 16. September 1822 wurde das Landgericht umbenannt in: Großherzoglich Hessisches Gräflich Erbach-Fürstenauisches Landgericht Freienstein. Sitz blieb aber Beerfelden.
Mit der Märzrevolution 1848 wurden auch die letzten adeligen Rechte in der Rechtsprechung beseitigt und in der anschließenden Reaktionsära auch nicht wiederhergestellt. Das Rechtsprechungsmonopol lag damit auch im Großherzogtum Hessen nun vollständig beim Staat.
Spätestens 1853 wurde das Gericht wieder in Landgericht Beerfelden umbezeichnet.
Mit Beschluss des Großherzogs vom 15. April 1853 wurden die zur Gemeinde Rothenberg gehörenden Ortsteile Rothenberg, Hainbrunn und Kortelshütte dem Landgericht Hirschhorn sowie die Gemeinde Unter-Mossau dem Landgericht Michelstadt zugeordnet. Der Rothenberger Ortsteil Unter-Finkenbach blieb hingegen beim Landgericht Beerfelden.  Der Ober-Finkenbacher Ortsteil Raubach wurde zudem zunächst dem Landgericht Waldmichelbach zugeordnet, dies wurde jedoch bereits zum 15. Oktober desselben Jahres wieder rückgängig gemacht.

#### Bezirk
Dem Landgericht Beerfelden waren folgende Gemeinden zugeordnet:
| Gemeinde           | 1821 (1829) | 1853 |
| ------------------ | ----------- | ---- |
| Airlenbach         | ×           | ×    |
| Beerfelden         | ×           | ×    |
| Etzean a           | ×           | ×    |
| Falken-Gesäß       | ×           | ×    |
| Gammelsbach        | ×           | ×    |
| Güttersbach        | ×           | ×    |
| Hebstahl b         | ×           | ×    |
| Hesselbach c       | ×           | ×    |
| Hetzbach           | ×           | ×    |
| Hinterbach d       | ×           | ×    |
| Hohberg e          | ×           | ×    |
| Hüttenthal f       | ×           | ×    |
| Kailbach g         | ×           | ×    |
| Kortelshütte h     | ×           |      |
| Ober-Finkenbach    | ×           | ×    |
| Ober-Hainbrunn h   | ×           |      |
| Ober-Sensbach      | ×           | ×    |
| Olfen i            | ×           | ×    |
| Raubach d          | ×           | × j  |
| Rothenberg         | ×           |      |
| Schöllenbach       | ×           | ×    |
| Unter-Finkenbach h | ×           | ×    |
| Unter-Mossau       | ×           |      |
| Unter-Sensbach b   | ×           | ×    |

Anmerkungen

### Ende
Mit dem Gerichtsverfassungsgesetz von 1877 wurden die Bezeichnungen der Gerichte reichsweit vereinheitlicht. Zum 1. Oktober 1879 wurden im Großherzogtum Hessen die Landgerichte aufgehoben und durch Amtsgerichte ersetzt. Faktisch war das eine Umbenennung. Die Aufgaben des Landgerichts Beerfelden übernahm nun das Amtsgericht Beerfelden.

## Richter
- Carl Brenner, Landrichter ab 1841